# Israel José Rubio
Israel José Rubio Rivero född 11 januari 1981, är en venezuelansk tyngdlyftare. Han tog en bronsmedalj i 62-kilosklassen vid olympiska sommarspelen 2004 i Aten. Ursprungligen slutade han på fjärde plats men Leonidas Sabanis testade positivt för testosteron och bronset gick istället till Rubio.
Vid olympiska sommarspelen 2008 i Peking tävlade han i 69-kilosklassen och slutade på 13:e plats. Rubio vann sedan en guldmedalj vid de panamerikanska spelen 2011 i Guadalajara.
I januari 2012 greps han i Pescara i Italien för narkotikahandel och han dömdes senare till fyra års fängelse. I november 2013 släpptes Rubio och han utvisades till Venezuela.
Han återvände till den internationella tyngdlyftningen vid panamerikanska spelen 2015 i Toronto där han slutade på en femteplats i 69-kilosklassen.